# サッカーギリシャ代表
サッカーギリシャ代表（サッカーギリシャだいひょう、ギリシア語: Εθνική Ελλάδος）は、ギリシャサッカー連盟（HFF）によって構成される、ギリシャのサッカーのナショナルチームである。

## 歴史

### 1980年代から1990年代
UEFA欧州選手権1980予選においてハンガリー、ソ連、フィンランドと同じグループに入り、最初に2連敗するが残りを3勝1分で切り抜け1位突破を果たし、初めて主要国際大会への出場を果たした。本大会では1分2敗でグループ4位に終わったが、優勝した西ドイツとグループリーグ第3戦で引き分けた。
1994年のワールドカップ・アメリカ大会に初出場しナイジェリア、ブルガリア、アルゼンチンと対戦したが、ヨーロッパ地区予選を一番乗りで突破した時間差アドバンテージを全く活かせないまま3戦全敗（0得点10失点）となり、グループリーグ敗退を余儀なくされた。1998年のワールドカップ・フランス大会の欧州予選グループ最終戦は勝てば出場権獲得というホームのデンマーク戦だったが0-0に終わり、グループ3位で突破を逃した。

### 2000年代

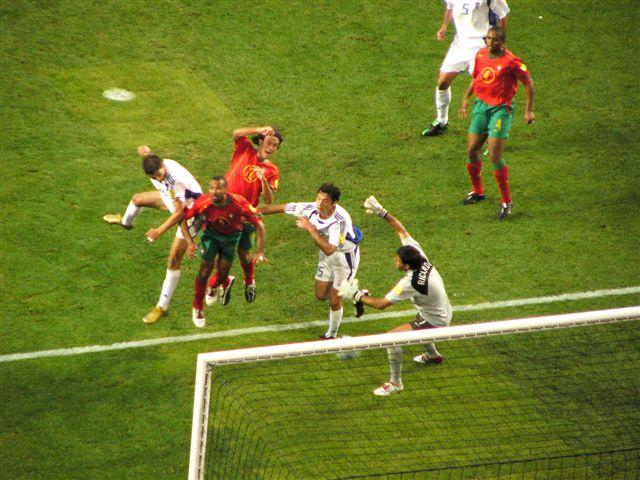
UEFA EURO 2004決勝戦のポルトガル戦でのアンゲロス・ハリステアスの決勝ゴール

2004年のUEFA EURO 2004では開催国ポルトガルやフランス、チェコといった強豪を抑えて初優勝を成し遂げた。代表チームは、古代ギリシャのファランクスを彷彿とさせる典型的な堅守速攻型のチームであり、主にディフェンスに固めた超守備的サッカー（現代サッカーで基本の守備戦術とされるゾーンで守るという事をせず、マンツーマンで守る）を展開している。その反面、得点力不足が課題とされており、攻撃はロングボールやハイクロスを多用しながら高さを活かした戦術を採っている。
ユーロ2004を制したことで、2006年のワールドカップ・ドイツ大会への出場も期待されたがヨーロッパ予選でウクライナ、トルコ、デンマークに次ぐ4位に終わり予選敗退に終わった（6勝3分3敗）。さらに、2006年7月3日から10日間FIFAからサッカーの国際活動を禁止された。
UEFA EURO 2008予選では、ドイツW杯でも同組になったトルコをはじめノルウェーなど実力が拮抗したと見られるグループCに入った。緒戦3戦は僅少得点ながら無敗を続けたが、第4戦となる2007年3月24日のアテネでのトルコ戦にて1-4の大敗を喫した。翌3月25日がオスマン帝国からの独立記念日（1821年、ギリシャ独立戦争の開戦日）にあたっていた事もあり、トルコのメディアからは屈辱的な報じられ方をされたという。この敗戦はギリシャ代表にとって少なからぬ危機となったが、その後立て直しに成功し10戦目となる10月17日のアウェー戦・イスタンブールではヨアニス・アマナティディスのループシュートで0-1の勝利を収め、ホーム戦での雪辱を果たすと共に予選通過を果たした。結局敗戦はアテネでのトルコ戦のみ、10勝1分1敗の勝ち点31で予選首位通過を果たした（なお、予選で勝ち点30を上回ったのはギリシャだけである）。本大会ではスウェーデン、ロシア、スペインに敗れ3戦全敗でグループリーグ敗退に終わり、大会連覇は成らなかった。

### 2010年代から2020年代

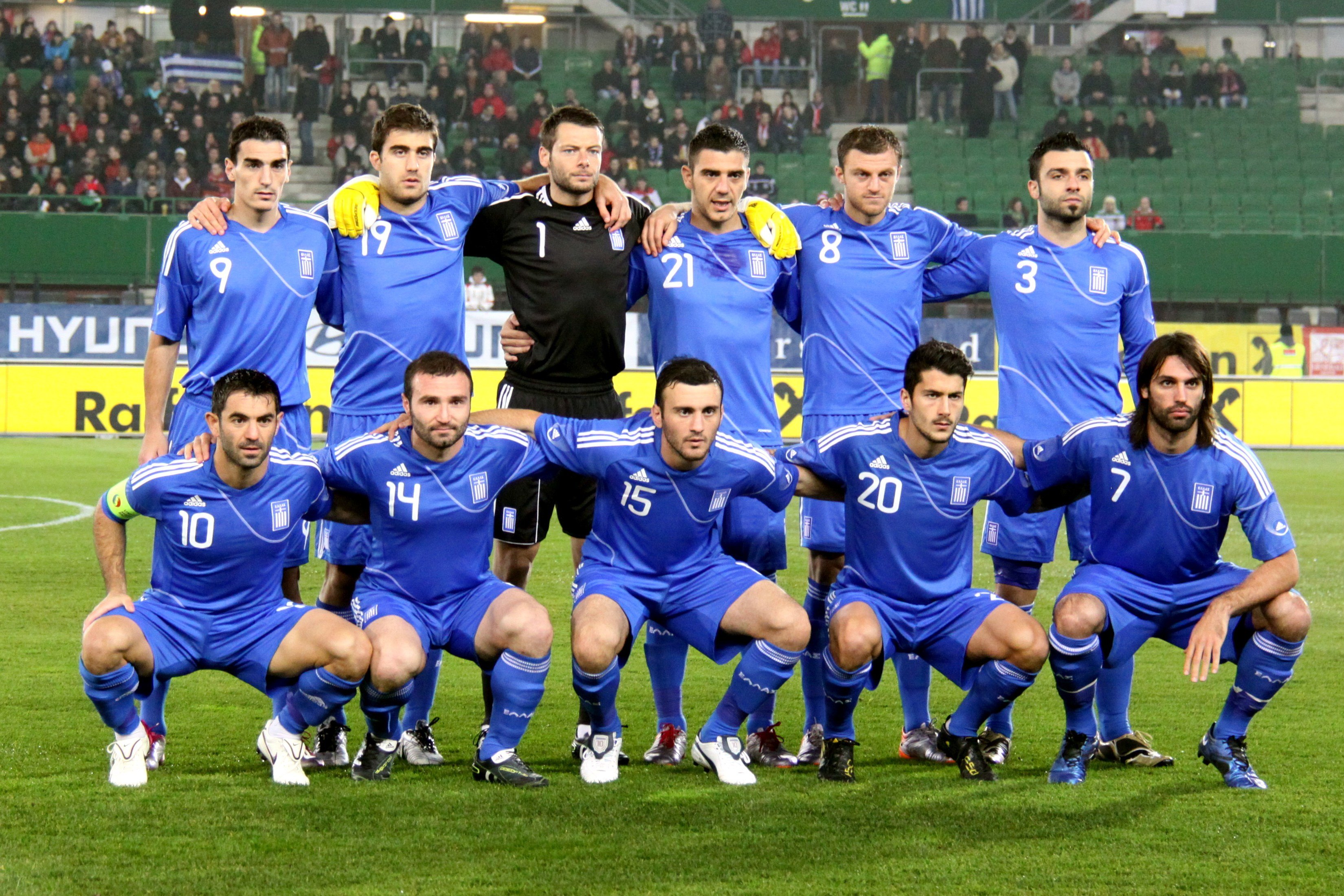
サッカーギリシャ代表 (2010年)

2010 FIFAワールドカップ・ヨーロッパ予選ではプレーオフの末にウクライナを下し、1994年大会以来2度目のワールドカップ出場を果たした。2010年6月に南アフリカで行われた本大会では、グループリーグ初戦で韓国と対戦して0-2で敗れたが、第2戦のナイジェリア戦ではディミトリオス・サルピンギディスとヴァシリス・トロシディスの得点で2-1と逆転勝ちを収め、ワールドカップ初勝利をあげた。しかし第3戦のアルゼンチン戦では0-2で敗れ1勝2敗でグループ3位、1994年大会に続いてグループリーグ敗退となった。
2012年6月のUEFA EURO 2012本大会ではグループリーグ最終戦でロシアに勝利し、グループA2位で2大会ぶり2度目のベスト8へと進出したが、準々決勝でドイツに敗れた。
2014 FIFAワールドカップ・ヨーロッパ予選ではグループ2位でプレーオフへ進出し、ルーマニアと1勝1分で2大会連続出場を決めた。本大会ではグループCで戦うこととなり、初戦のコロンビア戦は0-3で敗れた。2戦目の日本戦では前半にMFのコスタス・カツラニスが退場となったが、数的不利の中0-0で引き分けた。勝利が絶対条件で迎えた第3戦のコートジボワール戦では後半のロスタイムに勝ち越しのPKを決め2-1で勝利し、初のグループリーグ突破を決めた。ラウンドオブ16ではコスタリカと対戦、延長戦でも決着がつかずPK戦の末に大会から姿を消したものの、前回大会を上回る成績を残した。
UEFA EURO 2016では予選で当時FIFAランキング187位のフェロー諸島に2連敗した他、最終戦まで勝利がなく1勝3分6敗で敗退した。さらに2018 FIFAワールドカップ・ヨーロッパ予選ではグループH2位でプレーオフへ進出したが、クロアチアと1分1敗で3大会連続出場とはならなかった。
UEFA EURO 2024では予選でグループB3位となったが、UEFAネーションズリーグ2022-23の結果によりプレーオフに進出。準決勝でカザフスタンに勝利したが、決勝でジョージア相手にPK戦の末敗れた。

## 成績

### FIFAワールドカップ
| FIFAワールドカップ | FIFAワールドカップ | FIFAワールドカップ | FIFAワールドカップ | FIFAワールドカップ | FIFAワールドカップ | FIFAワールドカップ | FIFAワールドカップ |        | FIFAワールドカップ・予選 | FIFAワールドカップ・予選 | FIFAワールドカップ・予選 | FIFAワールドカップ・予選 | FIFAワールドカップ・予選 | FIFAワールドカップ・予選 |
| 開催年             | 結果               | 試合               | 勝利               | 引分               | 敗戦               | 得点               | 失点               | 試合   | 勝利                     | 引分                     | 敗戦                     | 得点                     | 失点                     |                          |
| ------------------ | ------------------ | ------------------ | ------------------ | ------------------ | ------------------ | ------------------ | ------------------ | ------ | ------------------------ | ------------------------ | ------------------------ | ------------------------ | ------------------------ | ------------------------ |
| 1930年             | 不参加             | 不参加             | 不参加             | 不参加             | 不参加             | 不参加             | 不参加             | 不参加 | 不参加                   | 不参加                   | 不参加                   | 不参加                   | 不参加                   |                          |
| 1934年             | 予選敗退           | 予選敗退           | 予選敗退           | 予選敗退           | 予選敗退           | 予選敗退           | 予選敗退           | 1      | 0                        | 0                        | 1                        | 0                        | 4                        |                          |
| 1938年             | 予選敗退           | 予選敗退           | 予選敗退           | 予選敗退           | 予選敗退           | 予選敗退           | 予選敗退           | 3      | 2                        | 0                        | 1                        | 5                        | 12                       |                          |
| 1950年             | 不参加             | 不参加             | 不参加             | 不参加             | 不参加             | 不参加             | 不参加             | 不参加 | 不参加                   | 不参加                   | 不参加                   | 不参加                   | 不参加                   |                          |
| 1954年             | 予選敗退           | 予選敗退           | 予選敗退           | 予選敗退           | 予選敗退           | 予選敗退           | 予選敗退           | 4      | 2                        | 0                        | 2                        | 3                        | 2                        |                          |
| 1958年             | 予選敗退           | 予選敗退           | 予選敗退           | 予選敗退           | 予選敗退           | 予選敗退           | 予選敗退           | 4      | 0                        | 1                        | 3                        | 2                        | 9                        |                          |
| 1962年             | 予選敗退           | 予選敗退           | 予選敗退           | 予選敗退           | 予選敗退           | 予選敗退           | 予選敗退           | 4      | 1                        | 0                        | 3                        | 3                        | 8                        |                          |
| 1966年             | 予選敗退           | 予選敗退           | 予選敗退           | 予選敗退           | 予選敗退           | 予選敗退           | 予選敗退           | 6      | 2                        | 1                        | 3                        | 10                       | 14                       |                          |
| 1970年             | 予選敗退           | 予選敗退           | 予選敗退           | 予選敗退           | 予選敗退           | 予選敗退           | 予選敗退           | 6      | 2                        | 3                        | 1                        | 13                       | 9                        |                          |
| 1974年             | 予選敗退           | 予選敗退           | 予選敗退           | 予選敗退           | 予選敗退           | 予選敗退           | 予選敗退           | 4      | 0                        | 0                        | 4                        | 5                        | 11                       |                          |
| 1978年             | 予選敗退           | 予選敗退           | 予選敗退           | 予選敗退           | 予選敗退           | 予選敗退           | 予選敗退           | 4      | 1                        | 1                        | 2                        | 2                        | 6                        |                          |
| 1982年             | 予選敗退           | 予選敗退           | 予選敗退           | 予選敗退           | 予選敗退           | 予選敗退           | 予選敗退           | 8      | 3                        | 1                        | 4                        | 10                       | 13                       |                          |
| 1986年             | 予選敗退           | 予選敗退           | 予選敗退           | 予選敗退           | 予選敗退           | 予選敗退           | 予選敗退           | 6      | 1                        | 2                        | 3                        | 5                        | 10                       |                          |
| 1990年             | 予選敗退           | 予選敗退           | 予選敗退           | 予選敗退           | 予選敗退           | 予選敗退           | 予選敗退           | 6      | 1                        | 2                        | 3                        | 3                        | 15                       |                          |
| 1994年             | グループリーグ敗退 | 3                  | 0                  | 0                  | 3                  | 0                  | 10                 | 8      | 6                        | 2                        | 0                        | 10                       | 2                        |                          |
| 1998年             | 予選敗退           | 予選敗退           | 予選敗退           | 予選敗退           | 予選敗退           | 予選敗退           | 予選敗退           | 8      | 4                        | 2                        | 2                        | 11                       | 4                        |                          |
| 2002年             | 予選敗退           | 予選敗退           | 予選敗退           | 予選敗退           | 予選敗退           | 予選敗退           | 予選敗退           | 8      | 2                        | 1                        | 5                        | 7                        | 17                       |                          |
| 2006年             | 予選敗退           | 予選敗退           | 予選敗退           | 予選敗退           | 予選敗退           | 予選敗退           | 予選敗退           | 12     | 6                        | 3                        | 3                        | 15                       | 9                        |                          |
| 2010年             | グループリーグ敗退 | 3                  | 1                  | 0                  | 2                  | 2                  | 5                  | 12     | 7                        | 3                        | 2                        | 21                       | 10                       |                          |
| 2014年             | ベスト16           | 4                  | 1                  | 2                  | 1                  | 3                  | 5                  | 12     | 9                        | 2                        | 1                        | 16                       | 6                        |                          |
| 2018年             | 予選敗退           | 予選敗退           | 予選敗退           | 予選敗退           | 予選敗退           | 予選敗退           | 予選敗退           | 10     | 5                        | 4                        | 1                        | 17                       | 6                        |                          |
| 2022年             | 予選敗退           | 予選敗退           | 予選敗退           | 予選敗退           | 予選敗退           | 予選敗退           | 予選敗退           | 8      | 2                        | 4                        | 2                        | 8                        | 8                        |                          |
| 合計               | 3/21               | 10                 | 2                  | 2                  | 6                  | 5                  | 20                 | 134    | 56                       | 32                       | 45                       | 166                      | 177                      |                          |

### UEFA欧州選手権
| 開催国 / 年 | 成績               | 試       | 勝       | 分       | 負       | 得       | 失       |
| ----------- | ------------------ | -------- | -------- | -------- | -------- | -------- | -------- |
| 1960年      | 予選敗退           | 予選敗退 | 予選敗退 | 予選敗退 | 予選敗退 | 予選敗退 | 予選敗退 |
| 1964年      | 予選敗退           | 予選敗退 | 予選敗退 | 予選敗退 | 予選敗退 | 予選敗退 | 予選敗退 |
| 1968年      | 予選敗退           | 予選敗退 | 予選敗退 | 予選敗退 | 予選敗退 | 予選敗退 | 予選敗退 |
| 1972年      | 予選敗退           | 予選敗退 | 予選敗退 | 予選敗退 | 予選敗退 | 予選敗退 | 予選敗退 |
| 1976年      | 予選敗退           | 予選敗退 | 予選敗退 | 予選敗退 | 予選敗退 | 予選敗退 | 予選敗退 |
| 1980年      | グループリーグ敗退 | 3        | 0        | 1        | 2        | 1        | 4        |
| 1984年      | 予選敗退           | 予選敗退 | 予選敗退 | 予選敗退 | 予選敗退 | 予選敗退 | 予選敗退 |
| 1988年      | 予選敗退           | 予選敗退 | 予選敗退 | 予選敗退 | 予選敗退 | 予選敗退 | 予選敗退 |
| 1992年      | 予選敗退           | 予選敗退 | 予選敗退 | 予選敗退 | 予選敗退 | 予選敗退 | 予選敗退 |
| 1996年      | 予選敗退           | 予選敗退 | 予選敗退 | 予選敗退 | 予選敗退 | 予選敗退 | 予選敗退 |
| 2000年      | 予選敗退           | 予選敗退 | 予選敗退 | 予選敗退 | 予選敗退 | 予選敗退 | 予選敗退 |
| 2004年      | 優勝               | 6        | 4        | 1        | 1        | 7        | 4        |
| 2008年      | グループリーグ敗退 | 3        | 0        | 0        | 3        | 1        | 5        |
| 2012年      | ベスト8            | 4        | 1        | 1        | 2        | 5        | 7        |
| 2016年      | 予選敗退           | 予選敗退 | 予選敗退 | 予選敗退 | 予選敗退 | 予選敗退 | 予選敗退 |
| 2021年      | 予選敗退           | 予選敗退 | 予選敗退 | 予選敗退 | 予選敗退 | 予選敗退 | 予選敗退 |
| 2024年      | 予選敗退           | 予選敗退 | 予選敗退 | 予選敗退 | 予選敗退 | 予選敗退 | 予選敗退 |
| 合計        | 出場4回/優勝1回    | 16       | 5        | 3        | 8        | 14       | 20       |

### FIFAコンフェデレーションズカップ
出場した大会のみ
| 開催年 | 結果               | 試合 | 勝利 | 引分 | 敗戦 | 得点 | 失点 |
| ------ | ------------------ | ---- | ---- | ---- | ---- | ---- | ---- |
| 2005年 | グループリーグ敗退 | 3    | 0    | 1    | 2    | 0    | 4    |
| 合計   | 出場1回            | 3    | 0    | 1    | 2    | 0    | 4    |

## 歴代監督
- アンゲル・ヨルダネスク（1998年 - 1999年）
- ヴァシリス・ダニール（英語版）（1999年 - 2001年）
- オットー・レーハーゲル（2001年 - 2010年）
- フェルナンド・サントス（2010年 - 2014年）
- クラウディオ・ラニエリ（2014年）
- セルヒオ・マルカリアン（英語版）（2015年 - 2016年）
- ミヒャエル・スキッベ（2016年 - 2018年）
- アンゲロス・アナスタシアディス（英語版）（2018年 - 2019年）
- ヨン・ファント・シップ（2019年 - 2021年）
- グスタボ・ポジェ（2022年 - 2024年）
- イヴァン・ヨヴァノヴィッチ（英語版）（2024年 - ）

## 歴代選手

### 主要大会のメンバー
| - FIFAワールドカップ - 1994 FIFAワールドカップ参加チーム - 2010 FIFAワールドカップ参加チーム - 2014 FIFAワールドカップ参加チーム | - UEFA欧州選手権 - UEFA EURO 1980参加チーム - UEFA EURO 2004参加チーム - UEFA EURO 2008参加チーム - UEFA EURO 2012参加チーム |

### 主な代表選手
| - GK - アントニス・ニコポリディス（1999年 - 2008年） - コンスタンティノス・ハルキアス（2001年 - 2012年） - アレクサンドロス・ツォルヴァス（2008年 - 2012年） - オレスティス・カルネジス（2012年 - 2018年） - オディッセアス・ヴラホディモス（2018年 - ） | - DF - ステリオス・マノラス（1982年 - 1995年） - ストラトス・アポストラキス（1986年 - 1998年） - ヤニス・カリツァキス（1987年 - 1998年） - ニコス・ダビザス（1994年 - 2004年） - ヤニス・グーマス（1997年 - 2008年） - スティリアノス・ヴェネティディス（1999年 - 2004年） - タキス・フィサス（1999年 - 2007年） - トライアノス・デラス（2001年 - 2009年） - ゲオルギオス・セイタリディス（2002年 - 2010年） - フリストス・パツァツォグル（2002年 - 2010年） - ソティリオス・キルギアコス（2002年 - 2010年） - ミハリス・カプシス（2003年 - 2007年） - ルーカス・ヴィントラ（2005年 - 2015年） - ニコス・スピロプーロス（2007年 - 2013年） - ヴァシリス・トロシディス（2007年 - 2019年） - ソクラティス・パパスタソプーロス（2008年 - 2019年） - アヴラアム・パパドプーロス（2008年 - 2014年） - ヤニス・マニアティス（2010年 - 2019年） - ホセ・ホレバス（2011年 - 2016年） - キリアコス・パパドプーロス（2011年 - 2021年） - コスタス・マノラス（2013年 - 2019年） - コスタス・ツィミカス（2018年 - ） |

| - MF - タソス・ミトロプーロス（1978年 - 1994年） - ディミトリス・サラヴァコス（1982年 - 1994年） - サヴァス・コフィディス（1982-1994年） - パナギオティス・ツァルーヒディス（1987年 - 1995年） - ニコス・ニオプリアス（1988年 - 1995年） - ヴァシリオス・ツィアルタス（1994年 - 2005年） - テオドロス・ザゴラキス（1994年 - 2007年） - ステリオス・ギアンナコプーロス（1997年 - 2008年） - アンゲロス・バシナス（1999年 - 2009年） - ギオルゴス・カラグーニス（1999年 - 2014年） - コスタス・カツラニス（2002年 - 2015年） - アレクサンドロス・ツィオリス（2005年 - 2018年） - ソティリス・ニニス（2008年 - 2015年） - パナギオティス・コネ（2010年 - 2015年） - ヨアンニス・フェトファツィディス（2010年 - 2019年） - パナギオティス・タフツィディス（2012年 - 2018年） - コスタス・フォルトゥニス（2012年 - 2023年） | - FW - ミミス・パパイオアノー（1963年 - 1978年） - ニコス・アナストプーロス（1977年 - 1988年） - アレクシス・アレクサンドリス（1991年 - 2002年） - ニコス・マフラス（1993年 - 2002年） - ゲオルギオス・ゲオルギアディス（1993年 - 2004年） - ジシス・ヴリザス（1994年 - 2006年） - デミス・ニコライディス（1995年 - 2004年） - ニコス・リベロプーロス（1996年 - 2012年） - アンゲロス・ハリステアス（2001年 - 2011年） - ヨアニス・アマナティディス（2002年 - 2009年） - ディミトリオス・サルピンギディス（2005年 - 2014年） - テオファニス・ゲカス（2005年 - 2014年） - ゲオルギオス・サマラス（2006年 - 2014年） - ラザロス・フリストドゥロプーロス（2008年 - 2018年） - コンスタンティノス・ミトログル（2009年 - 2019年） |

## 歴代記録

### 出場数ランキング
2023年9月10日現在
| 順位 | 名前                             | 出場 | 得点 | ポジション | 期間            |
| ---- | -------------------------------- | ---- | ---- | ---------- | --------------- |
| 1    | ギオルゴス・カラグーニス         | 139  | 10   | MF         | 1999年 - 2014年 |
| 2    | テオドロス・ザゴラキス           | 120  | 3    | MF         | 1994年 - 2007年 |
| 3    | コスタス・カツラニス             | 116  | 10   | MF         | 2003年 - 2015年 |
| 4    | ヴァシリス・トロシディス         | 101  | 10   | DF         | 2007年 - 2019年 |
| 5    | アンゲロス・バシナス             | 100  | 7    | MF         | 1999年 - 2009年 |
| 6    | ストラトス・アポストラキス       | 96   | 5    | DF         | 1986年 - 1997年 |
| 7    | アントニス・ニコポリディス       | 90   | 0    | GK         | 1999年 - 2008年 |
| 7    | ソクラティス・パパスタソプーロス | 90   | 3    | DF         | 2008年 - 2019年 |
| 9    | アンゲロス・ハリステアス         | 88   | 25   | MF         | 2001年 - 2011年 |
| 10   | ディミトリオス・サルピンギディス | 82   | 13   | FW         | 2005年 - 2014年 |

### 得点数ランキング
2023年9月10日現在
| 順位 | 名前                           | 得点 | 出場 | 得点率 | 期間            |
| ---- | ------------------------------ | ---- | ---- | ------ | --------------- |
| 1    | ニコス・アナストプーロス       | 29   | 74   | 0.39   | 1977年 - 1988年 |
| 2    | アンゲロス・ハリステアス       | 25   | 88   | 0.28   | 2001年 - 2011年 |
| 3    | テオファニス・ゲカス           | 24   | 78   | 0.31   | 2005年 - 2014年 |
| 4    | ディミトリス・サラヴァコス     | 22   | 78   | 0.28   | 1982年 - 1994年 |
| 5    | ミミス・パパイオアノー         | 21   | 61   | 0.34   | 1963年 - 1978年 |
| 6    | ニコス・マフラス               | 18   | 61   | 0.30   | 1993年 - 2002年 |
| 7    | デミス・ニコライディス         | 17   | 54   | 0.31   | 1995年 - 2004年 |
| 7    | コンスタンティノス・ミトログル | 17   | 65   | 0.25   | 2009年 - 2019年 |
| 9    | パナギオディス・ツァルヒディス | 16   | 76   | 0.21   | 1987年 - 1995年 |
| 10   | ギオルゴス・シデリス           | 14   | 28   | 0.50   | 1958年 - 1970年 |